# Greifswalder Oie
Greifswalder Oie este o arie protejată (arie specială de conservare — SAC, sit de importanță comunitară — SCI) din Germania întinsă pe o suprafață de 218 ha, integral pe uscat.

## Localizare
Centrul sitului Greifswalder Oie este situat la coordonatele 54°14′40″N 13°54′49″E / 54.2444°N 13.9136°E.

## Înființare
Situl Greifswalder Oie a fost declarat sit de importanță comunitară în aprilie 1998 pentru a proteja 3 specii de animale. Situl a fost protejat și ca arie specială de conservare în august 2016.

## Biodiversitate
Situată în ecoregiunea continentală, aria protejată conține 4 habitate naturale: Recifuri, Vegetație anuală la limita mareei, Vegetație perenă pe țărmurile stâncoase, Faleze cu vegetație de pe coastele atlantice și baltice.
La baza desemnării sitului se află mai multe specii protejate:
- mamifere (2): Halichoerus grypus, focă obișnuită (Phoca vitulina)
- nevertebrate (1): Vertigo angustior